# 12630 Verstappen
12630 Verstappen este un asteroid din centura principală de asteroizi.

## Descriere
12630 Verstappen este un asteroid din centura principală de asteroizi. A fost descoperit pe 26 martie 1971 la Observatorul Palomar de Cornelis Johannes van Houten, Ingrid van Houten-Groeneveld și Tom Gehrels. Asteroidul prezintă o orbită caracterizată de o semiaxă mare de 2,44 ua, o excentricitate de 0,14 și o înclinație de 6,4° în raport cu ecliptica.